# Bernhard ten Brink
Bernhard ten Brink (* 12. Januar 1841 in Amsterdam; † 29. Januar 1892 in Straßburg) war ein deutscher Anglist und Romanist.

## Leben und Werk
Ten Brink machte Abitur in Essen. Er promovierte 1865 in Bonn als Schüler von Friedrich Diez und Nikolaus Delius mit Conjectanea in historam rei metricae franco-gallicae (Bonn 1865), habilitierte sich 1866 in Münster über Kritische Untersuchungen über den Roman de Rou und  wurde dort 1868 außerordentlicher Professor. 1870 wurde er in der  Nachfolge von Wilhelm Treitz als ordentlicher Professor der abendländischen Sprachen nach Marburg berufen und 1872 als Professor der neueren Sprachen nach  Straßburg. 1874 wurde das Straßburger Seminar für neuere Sprachen in ein anglistisches und ein romanistisches Seminar geteilt. Ten Brink, der auf den anglistischen Lehrstuhl berufen war, führte „einen jahrelangen Kleinkrieg mit seinem romanistischen Kollegen Eduard Böhmer darüber, dass er auch auf dem Gebiet des Französischen lesen und prüfen wollte“ (Christmann, S. 28), „weil er die Trennung seines kleineren Faches von der größeren und ruhmreichen Romanistik nicht einsah“ (Storost, S. 92). 1890/91 war ten Brink Rektor der Universität Straßburg.

## Schriften
- Grammatik oder Logik? Sendschreiben an Herrn Edélestand du Méril zu Paris, Münster 1869
- Chaucer. Studien zur Geschichte seiner Entwicklung und zur Chronologie seiner Schriften, Münster 1870
- Der Prolog zu den Canterbury Tales. Versuch einer kritischen Ausgabe, Münster 1871
- Geschichte der englischen Literatur, I,  Berlin 1877 (englisch: New York und London 1883, übersetzt von Horace M. Kennedy), 2. Auflage 1899;  II. Bis zur Reformation, Neudruck der von Alois Brandl herausgegebenen Berliner Ausgabe von 1889: Straßburg 1893 (englisch: erster Teil: London und New York 1893, übersetzt von William Clarke Robinson; zweiter Teil London 1896; übersetzt von L. Dora Schmitz)
- Dauer und Klang. Ein Beitrag zur Geschichte der Vokalquantität im Altfranzösischen, Straßburg 1879
- Chaucers Sprache und Verskunst, Leipzig 1884, 2. Auflage 1899, 3. Auflage 1920
- Beowulf. Untersuchungen, Straßburg 1888
- Shakespeare. Fünf Vorlesungen aus dem Nachlass, Straßburg 1893, 2. Auflage 1894, 3. Auflage 1907